# Telamone (personaggio mitologico)
Telamone (in greco antico: Τελαμών?, Telamṑn) è un personaggio della mitologia greca. Fu un argonauta (così come il fratello Peleo), uno dei partecipanti alla caccia al cinghiale calidonio e divenne re di Salamina.
Assieme a Peleo accompagnò Eracle nelle spedizioni contro le Amazzoni e contro Troia.
Telamone fu accolto dal re di Salamina e ne divenne il successore dopo la morte di costui.

## Genealogia
Figlio di Eaco e di Endeide, sposò prima Peribea che lo rese padre di Aiace Telamonio ed in seguito sposò Esione da cui ebbe Teucro.
Alcune fonti fanno riferimento ad un terzo figlio chiamato Trambelo e che, rifiutato da una fanciulla di Lesbo di nome Apriate, si vendicò di lei gettandola in fondo al mare.

## Vita
Dopo aver ucciso il fratellastro Foco, Telamone e Peleo dovettero lasciare Egina. Il re Cicreo di Salamina accolse Telamone e diventò suo amico. Telamone sposò la figlia di Cicreo, Peribea, da cui generò Aiace. In seguito Cicreo diede il suo regno a Telamone. In altre versioni del mito, la figlia di Cicreo si chiama Glauce, mentre Peribea è la seconda moglie di Telamone e figlia di Alcatoo.
Telamone compare anche nelle due versioni del sacco di Troia da parte di Ercole, quando re della città era Laomedonte (o Troo). Prima che scoppiasse la guerra di Troia, Poseidone inviò un mostro marino per distruggere la città.
Nella versione del re Troo, Ercole, insieme a Telamone e Oicle, accettò di uccidere il mostro in cambio dei cavalli che Troo aveva ricevuto da Zeus come compenso per il rapimento di Ganimede (che era figlio di Troo) da parte di Zeus. Troo accettò, Ercole uccise il mostro e Telamone sposò Esione, figlia di Troo, generando da lei il figlio Teucro.
Nella versione del re Laomedonte, Laomedonte progettò di sacrificare Esione al dio Poseidone nella speranza di placarlo. Ercole salvò Esione all'ultimo minuto e uccise sia il mostro, così come Laomedonte e i figli di questi, tranne Ganimede, che era sul Monte Olimpo, e Priamo, che ebbe salva la vita donando a Ercole un velo d'oro tessuto da Esione. Telamone ebbe Esione in premio e la sposò, e da lei generò Teucro. Poiché Aiace si era suicidato a Troia, Telamone bandì Teucro da Salamina per non aver riportato suo fratello a casa.
Nella "Biblioteca di Apollodoro" si legge che Telamone fu quasi ucciso durante l'assedio di Troia. Telamone fu il primo a entrare nelle mura di Troia e ciò fece infuriare Ercole, il quale avrebbe voluto quell'onore per sé. Ercole stava per uccidere Telamone, quando questi cominciò a costruire rapidamente un altare di pietre in onore di Ercole. Ercole fu così lusingato che dopo il sacco di Troia gli diede in moglie Esione. Esione chiese di poter portare con sé il fratello Podarce. Ercole acconsentì ma volle che Esione lo comprasse come schiavo. Esione riscattò il fratello pagando con un velo intessuto d'oro. Il nome di Podarce fu cambiato in Priamo - che, secondo l'autore greco Apollodoro, deriva dal verbo greco "comprare".

## Architettura
In architettura il telamone è una figura maschile colossale usata come colonna. È chiamato anche atlante ed è la versione maschile della cariatide.